# Stan Stasiak
George E. Stipich (ur. 13 kwietnia 1937 w Arvida, zm. 12 czerwca 1997) – kanadyjski wrestler lepiej znany pod swoim pseudonimem ringowym jako Stan „The Crusher” Stasiak, posiadacz wielu mistrzostw regionalnych, jednokrotny mistrz WWWF Heavyweight, członek WWE Hall of Fame. 

## Życiorys
Urodził się 13 kwietnia 1937 w mieście Arvida w Quebecu jako George E. Stipich. W młodości trenował hokej na lodzie.
Debiutował jako wrestler w 1958 w Quebecu. Otrzymał przydomek The Crusher (pl. Łamacz), ponieważ jego finisherem na początku kariery był Bear hug. Później częściej stosował Heart Punch. Jego pseudonim ringowy, Stan Stasiak, był hołdem dla wrestlera o tym samym imieniu, który zmarł w latach 20. XX wieku na sepsę w trakcie walki wrestlerskiej.
W latach 1971–1979 występował w World Wide Wrestling Federation. 1 grudnia 1973 pokonał Pedro Moralesa w walce o mistrzostwo WWWF Heavyweight Championship. 10 grudnia przegrał tytuł w pojedynku z Bruno Sammartino. W National Wrestling Alliance otrzymał szansę na zdobycie tytułu w walce z Jackiem Brisco w 1975 i z Terrym Funkiem w 1976, jednak przegrał obie walki. W 1977 przegrał walkę o WWWF Heavyweight Championship z Superstar Billym Grahamem, a w 1978 walkę o AWA World Heavyweight Championship z Nickiem Bockwinkelem.
Przeszedł na emeryturę w 1984. Przeprowadził się do Toronto i pracował przez kilka lat jako ochroniarz w sklepie Hudson’s Bay. W 1997 przeprowadził się na zachodnie wybrzeże, gdzie zmarł 12 czerwca 1997 na zawał mięśnia sercowego.
Jego syn, Shawn Stasiak, też był wrestlerem.
W 2018 został wprowadzony do WWE Hall of Fame, do Skrzydła "Legacy".

## Mistrzostwa i osiągnięcia
- Big Time Wrestling
  - NWA Texas Brass Knuckles Championship (2 razy)
  - NWA Texas Heavyweight Championship (1 raz)
- Georgia Championship Wrestling
  - NWA Macon Heavyweight Championship (1 raz)
- Maple Leaf Wrestling
  - NWA International Tag Team Championship (1 raz) – z Man Mountain Campbellem (1 raz)
- National Wrestling Alliance Vancouver
  - NWA Vancouver Canadian Tag Team Championship (2 razy) – z Dutchem Savage'em
- National Wrestling Federation
  - NWF North American Heavyweight Championship (1 raz)
- Pacific Northwest Wrestling
  - NWA Pacific Northwest Heavyweight Championship (7 razy)
  - NWA Pacific Northwest Tag Team Championship (10 razy) – z Billym Jackiem (2 razy), z Buddym Rose'em (1 raz), z Dutchem Savage'em (2 razy), z Buddym Moreno (1 raz), z Tonym Borne (1 raz), z The Mighty Ursusem (1 raz), ze Stanem Pulaskim (1 raz) i z Haru Sasakim (1 raz)

- Southwest Sports
  - NWA Texas Brass Knuckles Championship (1 raz)
- Stampede Wrestling
  - NWA Calgary Canadian Heavyweight Championship (3 razy)
  - Stampede North American Heavyweight Championship (2 razy)
- Tri-State Sports
  - NWA Idaho Heavyweight Championship (1 raz)
- World Class Championship Wrestling
  - World Class Texas Tag Team Championship (1 raz) – z Timem Brooksem

- World Championship Wrestling (Australia)
  - IWA World Heavyweight Championship (1 raz)
- World Wide Wrestling Federation/World Wrestling Entertainment
  - WWWF Heavyweight Championship (1 raz)[1]
  - WWE Hall of Fame (2018)[4]